# Cykl neutronowy
Cykl neutronowy – zbiór procesów jakim neutron (pokolenie neutronów) podlega od chwili powstania w procesie rozszczepienia do jego wychwytu lub ucieczki z rozpatrywanego układu. Pojęcie stosowane najczęściej w technice jądrowej do opisu „historii życia” neutronów w rdzeniu reaktora jądrowego.